# Gustav-Adolf Sjöberg
Gustav-Adolf Sjöberg (ur. 22 marca 1865 w Söderfors, zm. 31 października 1937 w Köping) – szwedzki strzelec, medalista olimpijski.
Olimpijczyk z Londynu (1908), gdzie wystąpił w dwóch konkurencjach. Zdobył srebrny medal w drużynowym strzelaniu z karabinu dowolnego w trzech pozycjach z 300 metrów. Indywidualnie uplasował się tuż za podium z wynikiem 874 punktów (do miejsca na podium zabrakło mu dziewięciu punktów).
Nigdy nie stanął na podium mistrzostw świata.

## Wyniki olimpijskie
| Igrzyska | Konkurencja                                     | Wynik                             | Miejsce | Źródło |
| -------- | ----------------------------------------------- | --------------------------------- | ------- | ------ |
| IO 1908  | Karabin dowolny, trzy postawy, 300 m            | 874 pkt. (338-285-251)            | 4       | [ 2 ]  |
| IO 1908  | Karabin dowolny, trzy postawy, 300 m, drużynowo | 760 pkt. (ind.) 4711 pkt. (druż.) |         | [ 3 ]  |